# Шилівська сільська рада (Добропільський район)
| Шилівська сільська рада — колишній орган місцевого самоврядування у Добропільському районі Донецької області з адміністративним центром у с. Шилівка. Сільській раді підпорядковані населені пункти: - с. Шилівка - с. Василівка - с. Гуліве - с. Кам'янка - с. Мирне - с. Лиман - с. Новоолександрівка - с. Петрівське - с. Юр'ївка |

## Склад ради
Рада складається з 16 депутатів та голови.

## Керівний склад сільської ради
| ПІБ                      | Основні відомості                                                         | Дата обрання | Дата звільнення |
| ------------------------ | ------------------------------------------------------------------------- | ------------ | --------------- |
| Гайдоба Валерій Петрович | Сільський голова, 1963 року народження, освіта, член Партії регіонів      | 26.03.2006   | 31.10.2010      |
| Гайдоба Валерій Петрович | Сільський голова, 1963 року народження, освіта вища, член Партії регіонів | 31.10.2010   |                 |

Примітка: таблиця складена за даними джерела